# Sainte-Sévère-sur-Indre
Pour les articles homonymes, voir Sainte-Sévère.
Ne doit pas être confondu avec Sainte-Sévère (Charente).
Sainte-Sévère-sur-Indre est une commune française située dans le département de l'Indre, en région Centre-Val de Loire.

## Géographie

### Localisation
La commune est située dans le sud-est du département, dans la région naturelle du Boischaut Sud.
Les communes limitrophes sont : Pouligny-Notre-Dame (4 km), Pouligny-Saint-Martin (5 km), Feusines (5 km), Vigoulant (5 km), Pérassay (6 km), Sazeray (7 km), La Motte-Feuilly (7 km) et Briantes (9 km).
Les communes chefs-lieux et préfectorales sont : La Châtre (12 km), Châteauroux (46 km), Issoudun (52 km) et Le Blanc (79 km).

### Hameaux et lieux-dits
Les hameaux et lieux-dits de la commune sont : Villaines, Chareilles et Villebard.

### Géologie et hydrographie
La commune est classée en zone de sismicité 2, correspondant à une sismicité faible.
La topographie, accidentée au sud du village, est au contraire assez plane au nord, en allant vers la Châtre. Dans un paysage de haies et de bouchures typique du Boischaut Sud, le village ouvre la porte au Massif central avec la présence du plateau du bas Berry au sud de la commune avec des points à plus de 400 m d'altitude en se rapprochant du département de la Creuse.

### Hydrographie
Le territoire communal est arrosé par la rivière Indre.

### Climat
Pour des articles plus généraux, voir Climat du Centre-Val de Loire et Climat de l'Indre.
En 2010, le climat de la commune est de type climat océanique dégradé des plaines du Centre et du Nord, selon une étude du Centre national de la recherche scientifique s'appuyant sur une série de données couvrant la période 1971-2000. En 2020, Météo-France publie une typologie des climats de la France métropolitaine dans laquelle la commune est dans une zone de transition entre le climat océanique altéré et le climat de montagne ou de marges de montagne et est dans la région climatique Ouest et nord-ouest du Massif Central, caractérisée par une pluviométrie annuelle de 900 à 1 500 mm, maximale en automne et en hiver.
Pour la période 1971-2000, la température annuelle moyenne est de 11 °C, avec une amplitude thermique annuelle de 15,4 °C. Le cumul annuel moyen de précipitations est de 868 mm, avec 12,2 jours de précipitations en janvier et 7,4 jours en juillet. Pour la période 1991-2020, la température moyenne annuelle observée sur la station météorologique installée sur la commune est de 12,1 °C et le cumul annuel moyen de précipitations est de 843,9 mm,. Pour l'avenir, les paramètres climatiques de la commune estimés pour 2050 selon différents scénarios d'émission de gaz à effet de serre sont consultables sur un site dédié publié par Météo-France en novembre 2022.
| Mois                                  | jan.             | fév.             | mars            | avril           | mai            | juin           | jui.          | août           | sep.          | oct.          | nov.             | déc.             | année      |
| ------------------------------------- | ---------------- | ---------------- | --------------- | --------------- | -------------- | -------------- | ------------- | -------------- | ------------- | ------------- | ---------------- | ---------------- | ---------- |
| Température minimale moyenne (°C)     | 1,6              | 1,3              | 3,3             | 5,3             | 8,7            | 12,1           | 13,9          | 13,9           | 10,5          | 8,4           | 4,6              | 2,2              | 7,2        |
| Température moyenne (°C)              | 4,8              | 5,3              | 8,3             | 10,8            | 14,5           | 18,1           | 20,2          | 20,3           | 16,5          | 12,9          | 8,2              | 5,5              | 12,1       |
| Température maximale moyenne (°C)     | 8                | 9,2              | 13,3            | 16,4            | 20,3           | 24,1           | 26,6          | 26,7           | 22,4          | 17,5          | 11,9             | 8,7              | 17,1       |
| Record de froid (°C) date du record   | −19,4 16.01.1985 | −18,5 15.02.1956 | −13,8 01.03.05  | −6,4 04.04.1973 | −11 04.05.1942 | 0,4 07.06.1969 | 4 28.07.1972  | 2,1 06.08.1942 | −2 27.09.1972 | −8 14.10.1960 | −11,6 28.11.1942 | −16,4 10.12.1967 | −19,4 1985 |
| Record de chaleur (°C) date du record | 19,9 01.01.23    | 24 27.02.19      | 29,8 25.03.1955 | 31 30.04.05     | 34 27.05.05    | 41 29.06.19    | 41,4 23.07.19 | 41,6 18.08.12  | 36,6 04.09.23 | 33,2 02.10.23 | 26,4 07.11.15    | 22,6 03.12.1985  | 41,6 2012  |
| Précipitations (mm)                   | 69,9             | 61,1             | 59,1            | 71,5            | 84             | 65,1           | 62,7          | 65,1           | 71,9          | 78,3          | 76,8             | 78,4             | 843,9      |

### Voies de communication et transports

#### Voies routières
Le territoire communal est desservi par les routes départementales : 26, 26D, 26E, 36, 54, 71H, 84, 110, 117 et 917.

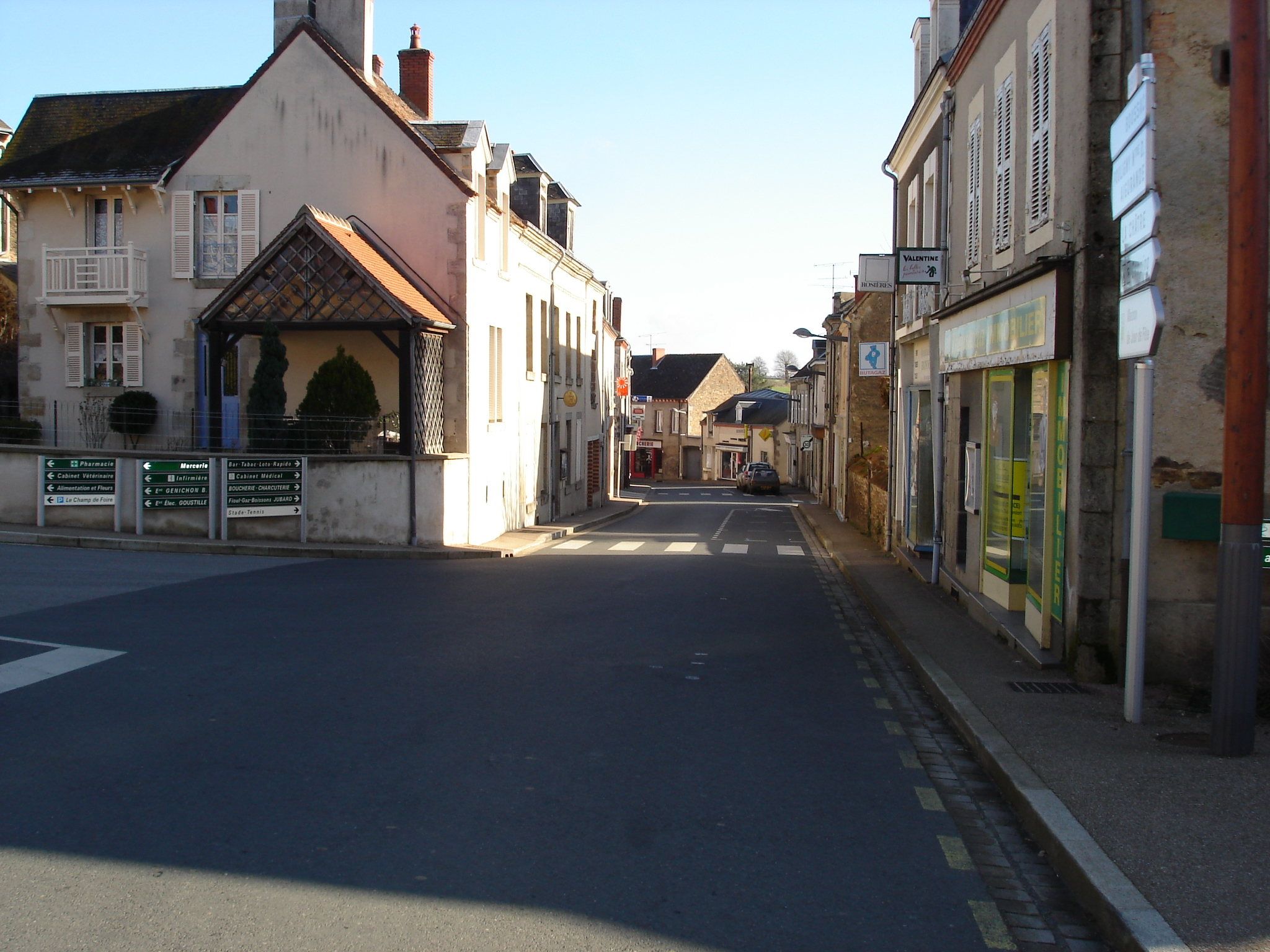
L'avenue de l'Auvergne en 2015.
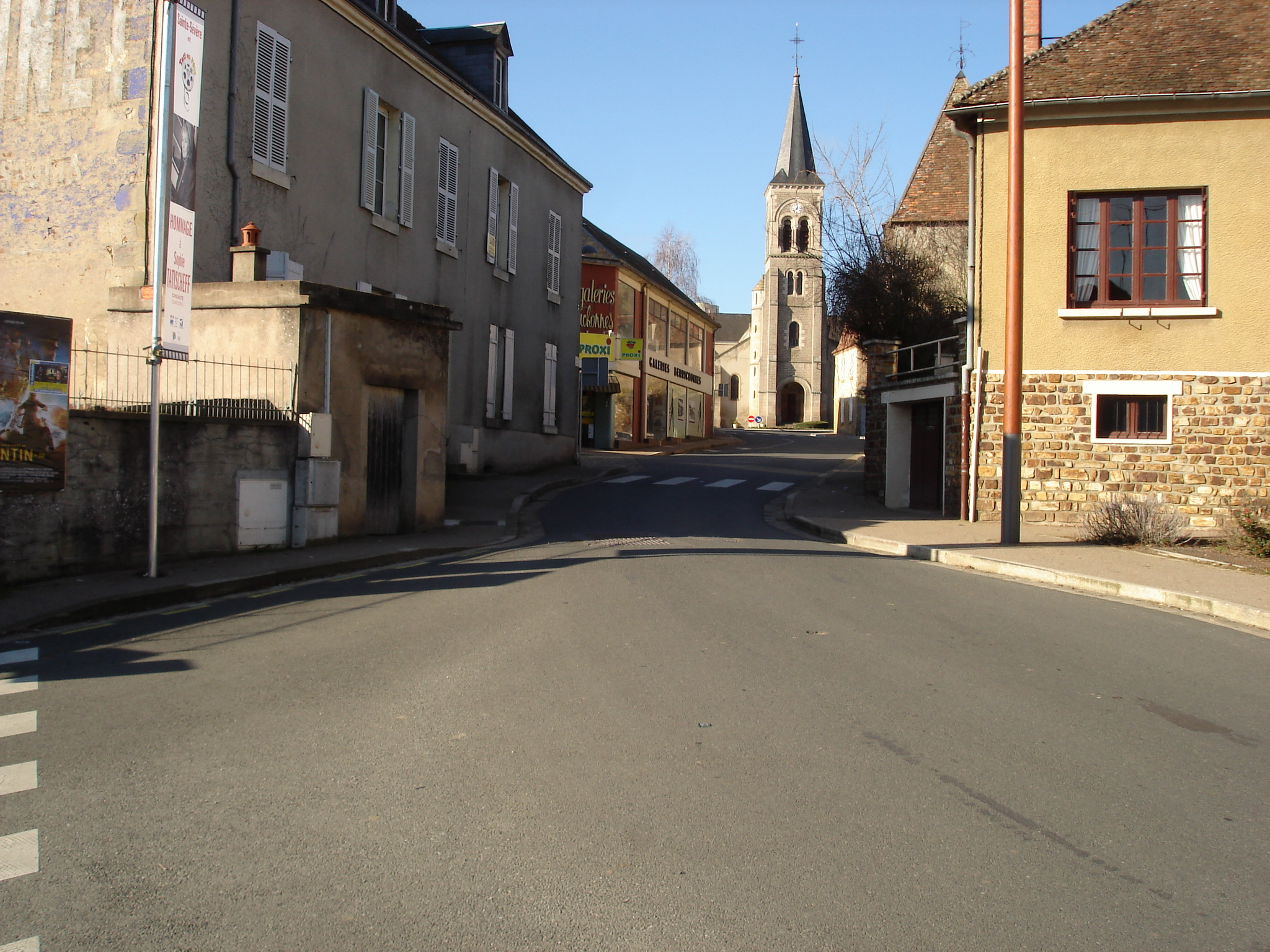
L'avenue de l'Auvergne en 2012.
- L'avenue de l'Auvergne en 2012.
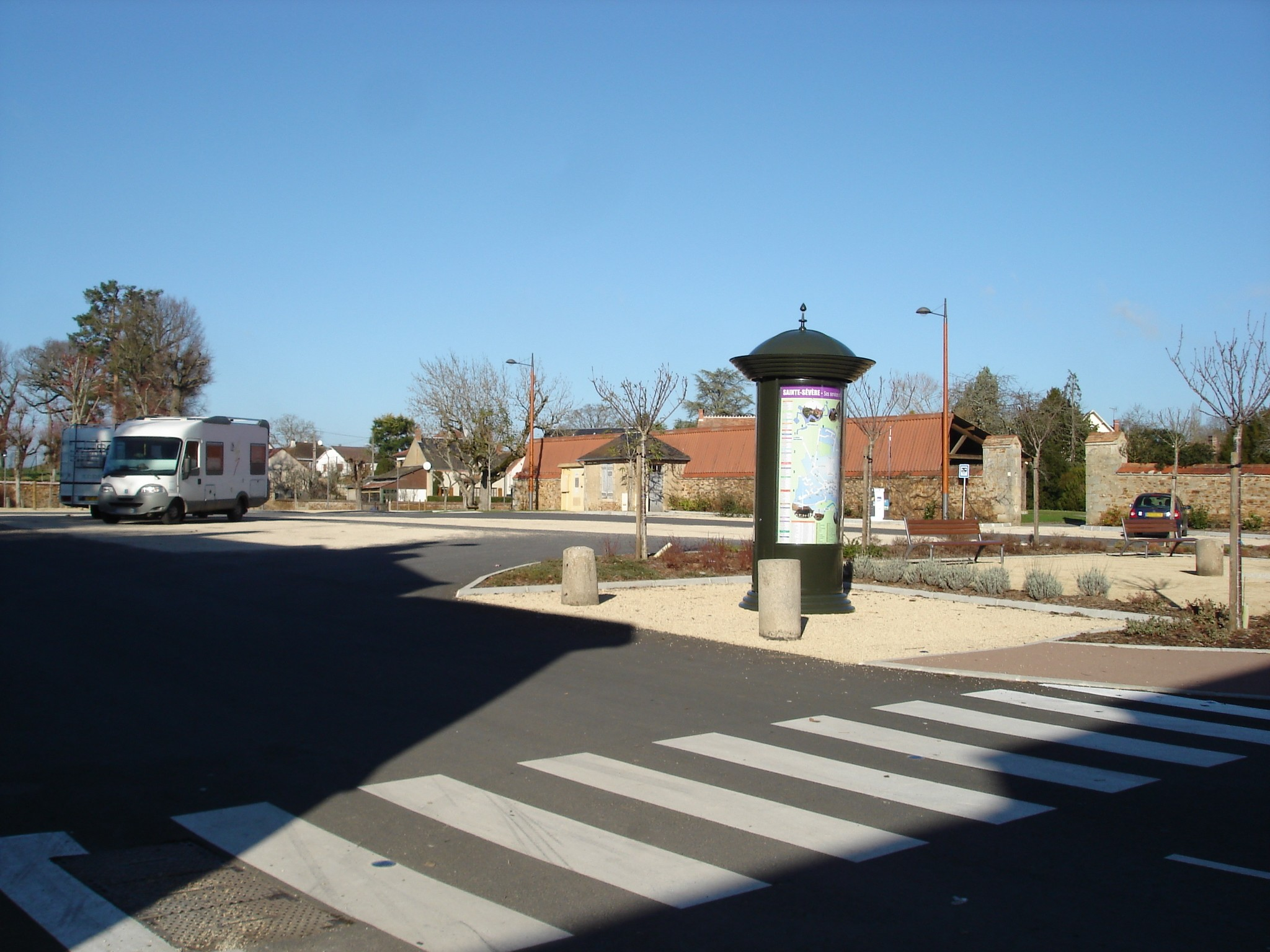
La place du Champ de foire en 2012.

#### Transports en commun
La gare ferroviaire la plus proche est la gare de Lavaufranche, à 26 km.
Sainte-Sévère-sur-Indre est desservie par les lignes F et G du Réseau de mobilité interurbaine.
L'aéroport le plus proche est l'aéroport de Châteauroux-Centre, à 53 km.
Le territoire communal est traversé par : le sentier de grande randonnée 46, le sentier de grande randonnée 654 et par le sentier de grande randonnée de pays : Sur les pas des maîtres sonneurs.

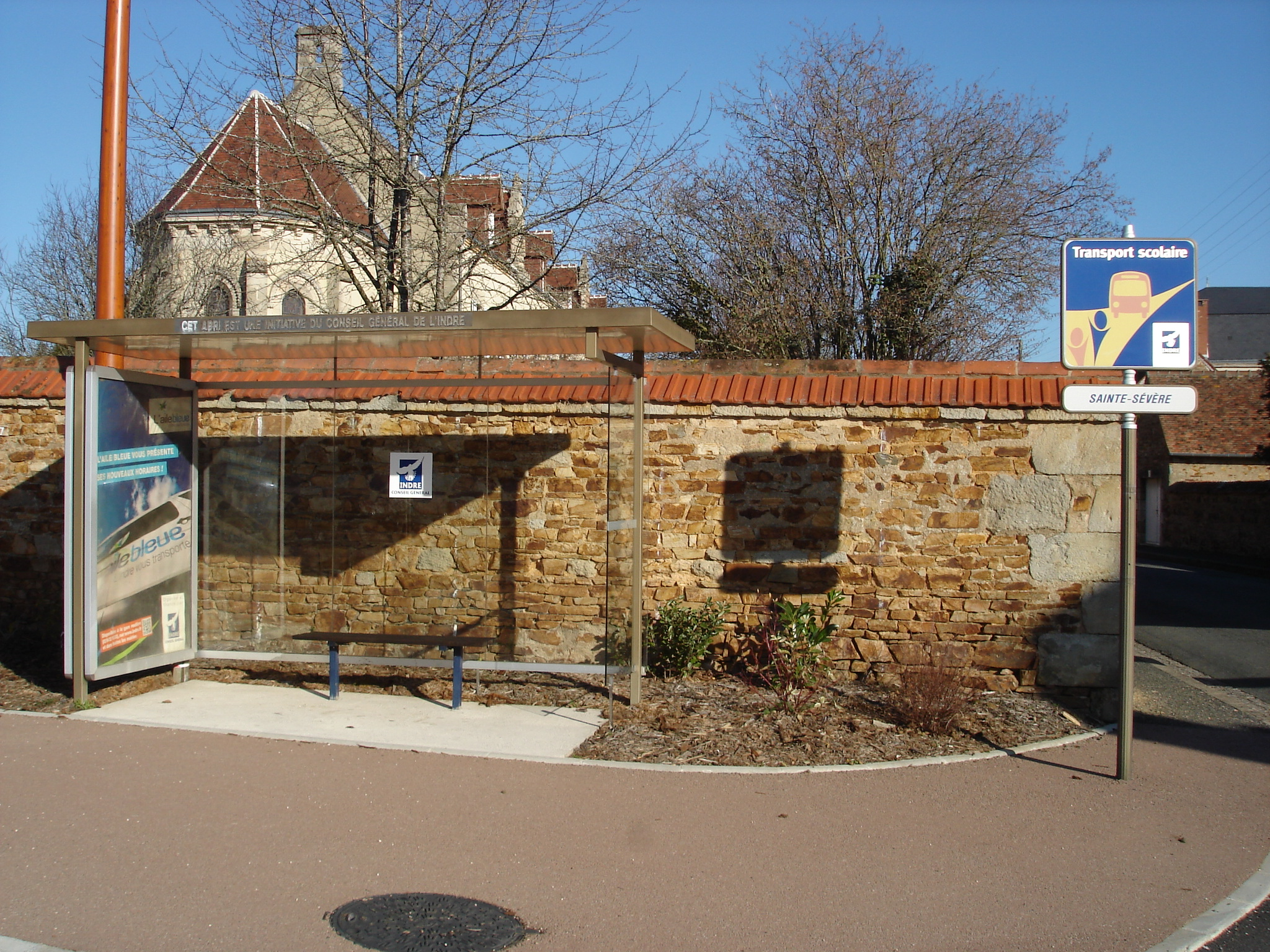
L'arrêt de bus L'Aile Bleue en 2012.

### Logement
Le tableau ci-dessous présente le détail du secteur des logements en 2015 de la commune :
| Date du relevé                                              | 2015   |
| Nombre total de logements                                   | 513    |
| Résidences principales                                      | 70,7 % |
| Résidences secondaires                                      | 10,5 % |
| Logements vacants                                           | 18,8 % |
| Part des ménages propriétaires de leur résidence principale | 73,5 % |

## Urbanisme

### Typologie
Au 1er janvier 2024, Sainte-Sévère-sur-Indre est catégorisée commune rurale à habitat dispersé, selon la nouvelle grille communale de densité à sept niveaux définie par l'Insee en 2022.
Elle est située hors unité urbaine et hors attraction des villes,.

### Occupation des sols
L'occupation des sols de la commune, telle qu'elle ressort de la base de données européenne d’occupation biophysique des sols Corine Land Cover (CLC), est marquée par l'importance des territoires agricoles (81,5 % en 2018), une proportion sensiblement équivalente à celle de 1990 (82,2 %). La répartition détaillée en 2018 est la suivante : 
zones agricoles hétérogènes (35,9 %), prairies (29,4 %), terres arables (16,2 %), forêts (16,2 %), zones urbanisées (2,3 %). L'évolution de l’occupation des sols de la commune et de ses infrastructures peut être observée sur les différentes représentations cartographiques du territoire : la carte de Cassini (XVIIIe siècle), la carte d'état-major (1820-1866) et les cartes ou photos aériennes de l'IGN pour la période actuelle (1950 à aujourd'hui).

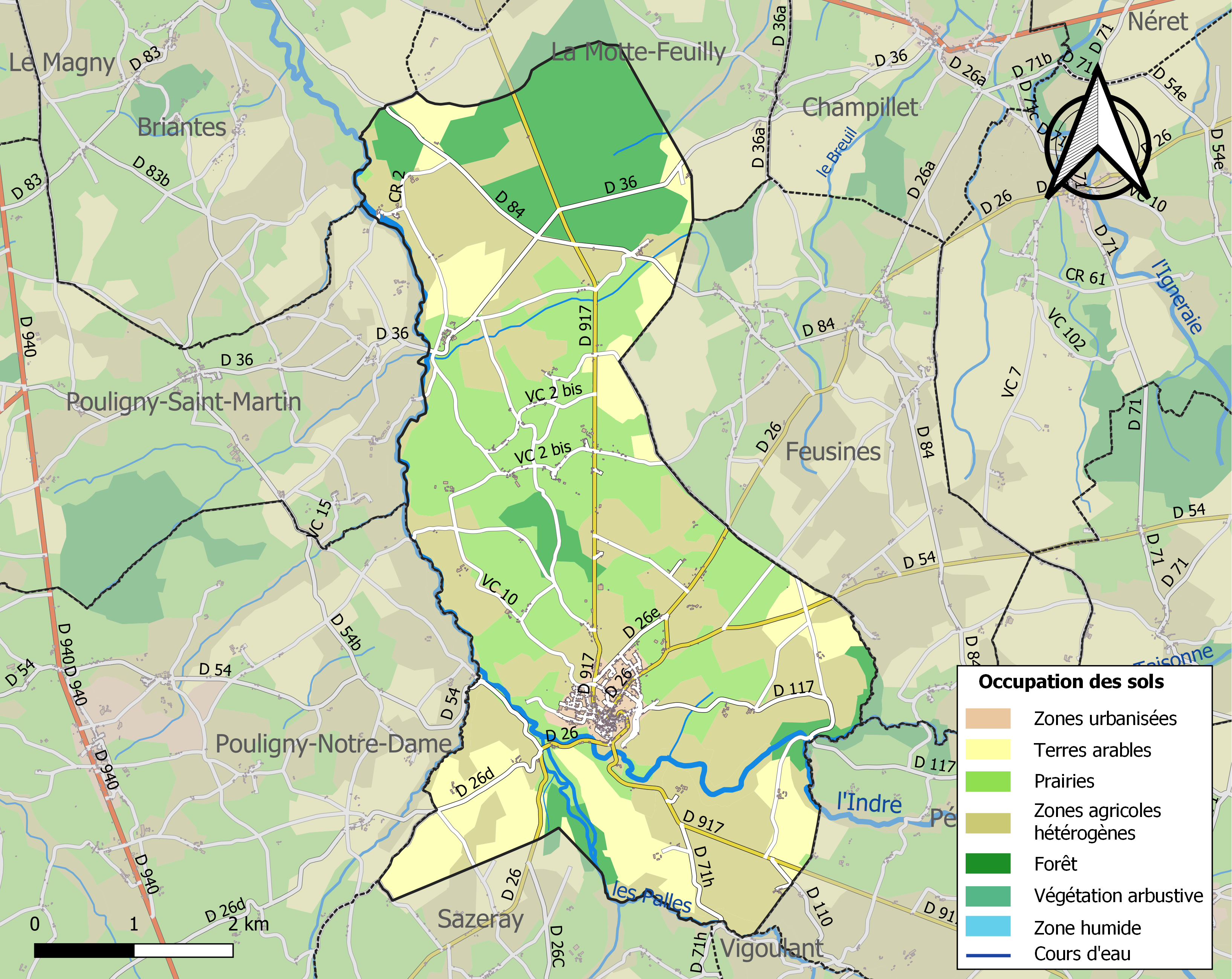
Carte des infrastructures et de l'occupation des sols de la commune en 2018 (CLC).

### Risques majeurs
Le territoire de la commune de Sainte-Sévère-sur-Indre est vulnérable à différents aléas naturels : météorologiques (tempête, orage, neige, grand froid, canicule ou sécheresse), inondations et séisme (sismicité faible). Il est également exposé à un risque particulier : le risque de radon. Un site publié par le BRGM permet d'évaluer simplement et rapidement les risques d'un bien localisé soit par son adresse soit par le numéro de sa parcelle.

#### Risques naturels
Certaines parties du territoire communal sont susceptibles d’être affectées par le risque d’inondation par débordement de cours d'eau, notamment les Palles, l'Indre et la Taisonne. La commune a été reconnue en état de catastrophe naturelle au titre des dommages causés par les inondations et coulées de boue survenues en 1982 et 1999,.

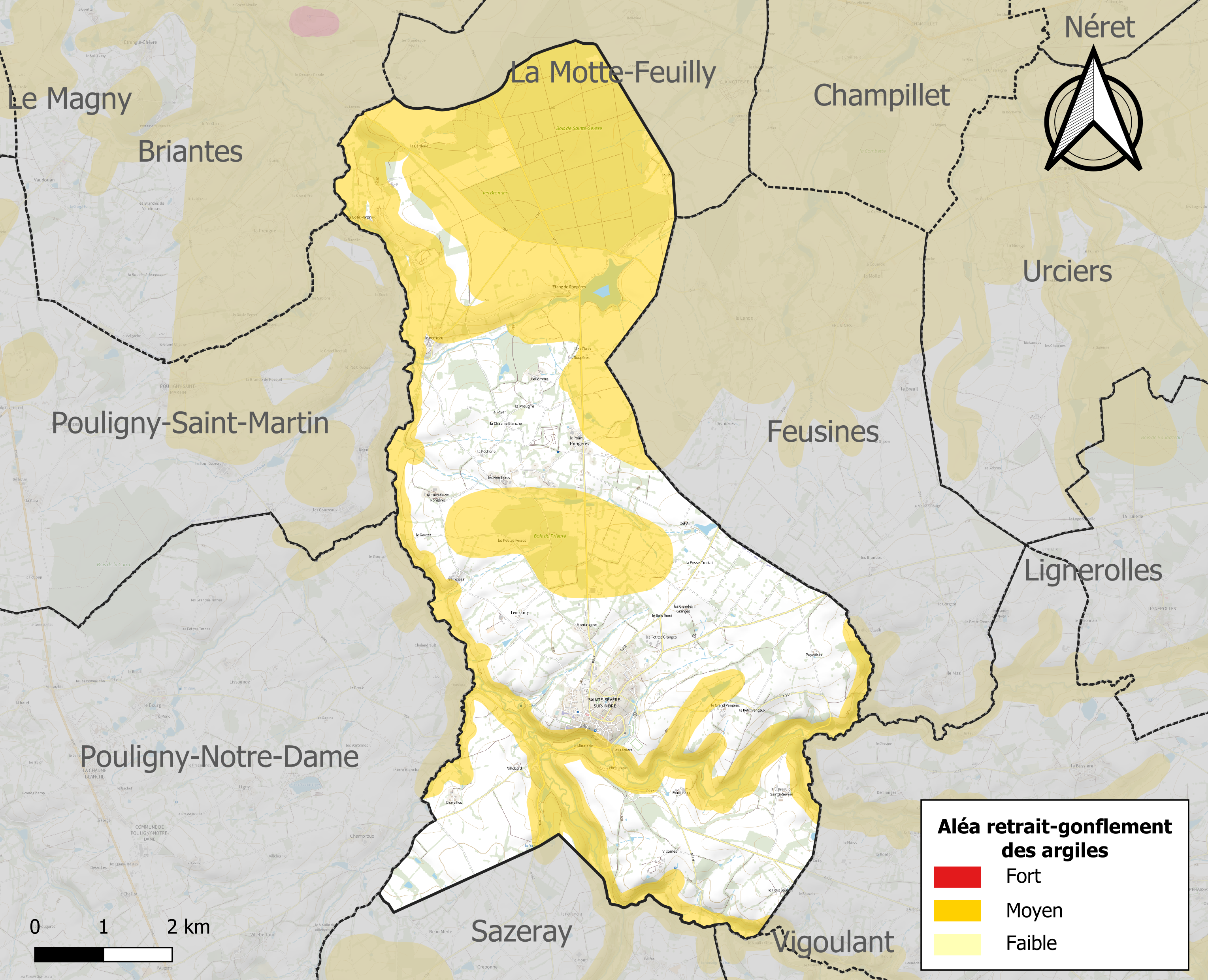
Carte des zones d'aléa retrait-gonflement des sols argileux de Sainte-Sévère-sur-Indre.

Le retrait-gonflement des sols argileux est susceptible d'engendrer des dommages importants aux bâtiments en cas d’alternance de périodes de sécheresse et de pluie. 50,4 % de la superficie communale est en aléa moyen ou fort (84,7 % au niveau départemental et 48,5 % au niveau national). Sur les 464 bâtiments dénombrés sur la commune en 2019, 65 sont en aléa moyen ou fort, soit 14 %, à comparer aux 86 % au niveau départemental et 54 % au niveau national. Une cartographie de l'exposition du territoire national au retrait gonflement des sols argileux est disponible sur le site du BRGM,.
Concernant les mouvements de terrains, la commune a été reconnue en état de catastrophe naturelle au titre des dommages causés par la sécheresse en 2019 et par des mouvements de terrain en 1999.

#### Risque particulier
Dans plusieurs parties du territoire national, le radon, accumulé dans certains logements ou autres locaux, peut constituer une source significative d’exposition de la population aux rayonnements ionisants. Toutes les communes du département sont concernées par le risque radon à un niveau plus ou moins élevé. Selon la classification de 2018, la commune de Sainte-Sévère-sur-Indre est classée en zone 3, à savoir zone à potentiel radon significatif.

## Toponymie
Senta Sevèra est le nom de la commune en occitan marchois, qui se trouve à la limite nord du domaine de la langue occitane où les parlers sont influencés par le français voisin.
Au cours de la Révolution française, la commune porta provisoirement le nom d'Indre-Source. En 1893, la commune, précédemment nommée simplement Sainte-Sévère devient Sainte-Sévère-sur-Indre.
Ses habitants sont appelés les Sévérois.

## Histoire

### Préhistoire
Les environs de Sainte-Sévère révèlent régulièrement d'assez nombreux éléments archéologiques indiquant une activité humaine préhistorique, sans toutefois permettre l'identification de sites occupés de longue durée, comme c'est le cas plus à l'ouest, dans la vallée de la Creuse notamment. On peut noter que la région de Sainte-Sévère paraît propice à une vie préhistorique (nombreux vallons encaissés et rocheux, nombreux cours d'eau, faune et flore riches et variées).

### Antiquité
La région de Sainte-Sévère livre également des vestiges de l'Âge du bronze, et recèle des sites pouvant remonter à cette période (entre autres à la période des Champs d'urnes — bien que leur identification, en l'absence de fouilles, demeure sujette à caution). Pendant la période celtique, Sainte-Sévère se situe à l'extrême sud de la civitas des Bituriges Cubes, dont elle fait partie. En l'absence de données fermes sur cette période, on peut toutefois affirmer que le site gaulois ne se situe pas à l'emplacement de l'actuel village, mais à quelques centaines de mètres au sud, sur un oppidum aux dimensions restreintes (il s'agit d'un éperon barré par une levée de terre, dit du Montcourault, d'une superficie d'environ 3 hectares). Sainte-Sévère fait alors probablement partie de ces vingt villes Bituriges que mentionne Jules César dans « La guerre des Gaules » De petite taille et à l'écart des grandes voies de circulation, la cité Bituriges ne doit, dans tous les cas, pas être d'une grande importance. Après la conquête romaine, Sainte-Sévère ne se mue pas en cité gallo-romaine, éclipsée par sa puissante voisine Châteaumeillant. On relève seulement, à proximité de l’oppidum, ce qui semble être le tracé d'un fanum et, dans la région, les traces d'assez nombreuses petites exploitations agricoles gallo-romaines.

### Moyen Âge
Les périodes mérovingienne et carolingienne laissent Sainte-Sévère dans l'ombre. C'est toutefois vers 630 que la tradition situe la venue dans la région de l'abbesse Sévère, sœur de l'archevêque de Trèves, qui y fonde un monastère. Ce n'est que bien plus tard, ayant récupéré des reliques de la sainte, que la ville se placera sous son patronage (le nom de « Sainte-Sévère » est attesté au XIe siècle). La ville, qui s'est déplacée sur son site actuel dominant la vallée de l'Indre, n'en reste pas moins d'importance secondaire dans le pagus carolingien. C'est la « mutation féodale » des Xe siècle et XIe siècle qui fait de cette place militairement puissante à la frontière du Berry et du Limousin, le siège d'une seigneurie et d'une famille influentes. Sainte-Sévère avait son atelier monétaire qui battait sa propre monnaie au XIe siècle. Hélie de Sainte-Sévère, en 1068, est le premier membre connu de la famille de Sainte-Sévère, proche parente des seigneurs d'Huriel, et certainement intégrée à la clientèle des princes de Déols qui dominent l'ensemble du Bas-Berry.
L’autorité royale se manifeste à partir du début du XIIe siècle (les Capétiens ayant acheté la vicomté de Bourges et Dun-le-Roi en 1101 au dernier vicomte de Bourges Eudes Arpin) : Louis VI mène une expédition judiciaire à Sainte-Sèvère en 1108-1109. Sainte-Sévère passe à la fin du XIIe siècle à la famille marchoise des Palesteau, que l'héritière Guiburge Palesteau, aussi dame de Dun, apporte à son époux Hugues II, vicomte de Brosse (près de Saint-Benoît-du-Sault, à Chaillac), vers 1240. La famille de Brosse, d'origine limousine, conservera la seigneurie dans sa branche cadette de Brosse de Boussac jusqu'au début du XVIe siècle, et comptera dans ses rangs quelques personnages importants, tel Jean de Brosse (mort en 1433), seigneur de Sainte-Sévère, d'Huriel et de Boussac, maréchal de France et compagnon de Jeanne d'Arc sous Charles VII.
La ville occupée par les Anglo-Gascons, lors de la guerre de Cent Ans, est reprise, en 1372, par Bertrand du Guesclin. Sainte-Sévère est érigée en baronnie pour Jean II de Brosse, comte de Penthièvre, vers 1470.

### Époque moderne
Donnée en règlement de dot à l'occasion du mariage en 1496 d'Isabeau de Brosse, fille de Jean III, avec Jean IV de Rieux, important seigneur breton, Sainte-Sévère ne demeure pas longtemps à ce personnage, puisqu'elle est vendue en 1517 à François de Blanchefort, seigneur de Saint-Jeanvrin, qui la transmet à son fils Gilbert de Blanchefort. La vente de Sainte-Sévère à Louis II de Bourbon, duc de Montpensier, en 1578, marque la fin des seigneurs de proximité, et fait désormais passer la seigneurie dans les domaines nombreux (et jamais visités) de grandes familles princières. La petite-fille du duc de Montpensier apporte ses biens à son époux Gaston d'Orléans, frère de Louis XIII, en 1626. Passée à sa fille la Grande Mademoiselle, puis à Philippe d'Orléans (1640-1701), frère de Louis XIV et père du Régent, en 1693, la seigneurie de Sainte-Sévère circule entre de nombreuses mains au cours de la première moitié du XVIIIe siècle. De 1697 (achat le 1er juillet 1697, avec Aigurande et Cluis-Dessous) à 1766, Sainte-Sévère entre dans la famille de Fléxelles (Flesselles) de Brégy ; en fait, durant toute cette période, la seigneurie tout entière est affermée à des bourgeois de Sainte-Sévère, les officiers seigneuriaux jouant un rôle de moins en moins présent dans la ville. Sainte-Sévère est finalement rachetée, en 1766, par un officier descendant de la famille de Brosse, Pierre-Michel, vicomte de Brosse. Celui-ci, ayant acquis le comté de Châteaumeillant, revend la seigneurie en 1784 à Charles de Malvin (1739-1825), marquis de Montazet, qui la cède en 1787 à sa belle-mère Anne-Marie de Villaines (1733-1811 ; épouse d'Antoine-Joseph de Saint-Jullien et mère de la marquise de Montazet, Anne-Marie de Saint-Jullien qui décéda dès 1787), à la veille de la Révolution française. Anne-Marie de Villaines est donc la dernière dame de Sainte-Sévère.

### Révolution et Empire
Intégrée par les discussions administratives de la Révolution française dans le nouveau département de l'Indre comme chef-lieu d'un petit canton de dix communes, Sainte-Sévère, devenue un temps Indre-Source pour suivre un décret de la Convention (An II), mène désormais la vie paisible d'un modeste chef-lieu administratif rural, seulement troublée par les guerres napoléoniennes dans lesquelles plusieurs Sévérois combattirent.

### Époque contemporaine
En 1828, la commune absorbe celle voisine de Rongères.
Le percement de routes durant le XIXe siècle contribua à rompre l'isolement du bourg que notait George Sand (notamment la route de Boussac en 1848), de même que le passage d'une ligne de chemin de fer, celle de Tours-Châteauroux-Montluçon à Champillet, dans la seconde moitié du siècle. Les guerres de 1870, mais surtout de 1914-1918 et 1939-1945, comme dans tous les villages de France, créèrent des saignées démographiques et morales qui symbolisèrent aussi la fin de la civilisation rurale. La baisse démographique sera dès lors une tendance générale et régulière jusqu'à nos jours. La création de la communauté de communes de La Châtre et Sainte-Sévère en 2001 marque la volonté de contrebalancer ce déclin par la mutualisation des ressources communales.
À la suite du redécoupage cantonal de 2014, la commune n'est plus chef-lieu de canton.

## Politique et administration

### Rattachements administratifs et électoraux
La commune dépend de l'arrondissement de La Châtre, du canton de La Châtre, de la deuxième circonscription de l'Indre et de la communauté de communes de La Châtre et Sainte-Sévère.

### Liste des maires
| Période    | Période   | Identité             | Étiquette | Qualité |
| ---------- | --------- | -------------------- | --------- | --- |
| avant 1988 | ?         | Pierre Luc           | PS        | |
| mars 2001, | mars 2014 | Jean-Claude Beaudoin | SE        | Retraité |
| mars 2014  | En cours  | François Daugeron    | DVD       | Conseiller général de l'Indre (2011-2015) Président de la communauté de communes de La Châtre et Sainte-Sévère (2017) Garagiste Conseiller départemental depuis 2021 |

### Autres services publics
La commune dispose en 2012 des services suivants :
- un bureau de poste[38] ;
- une gendarmerie[39] ;
- un centre de secours ;
- un centre d'entretien et d'exploitation des routes du conseil départemental de l'Indre[40].

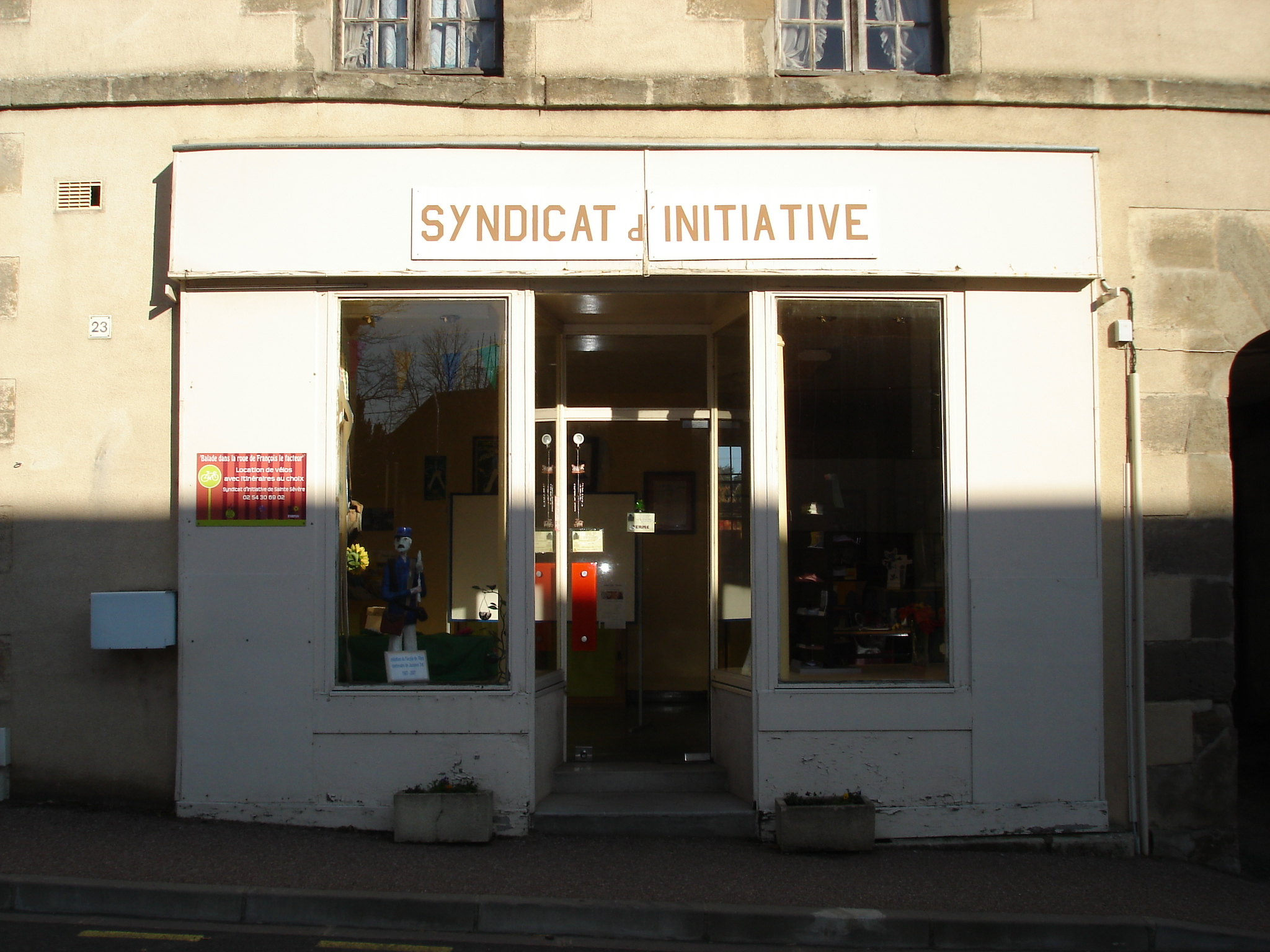
Le syndicat d'initiative en 2012.
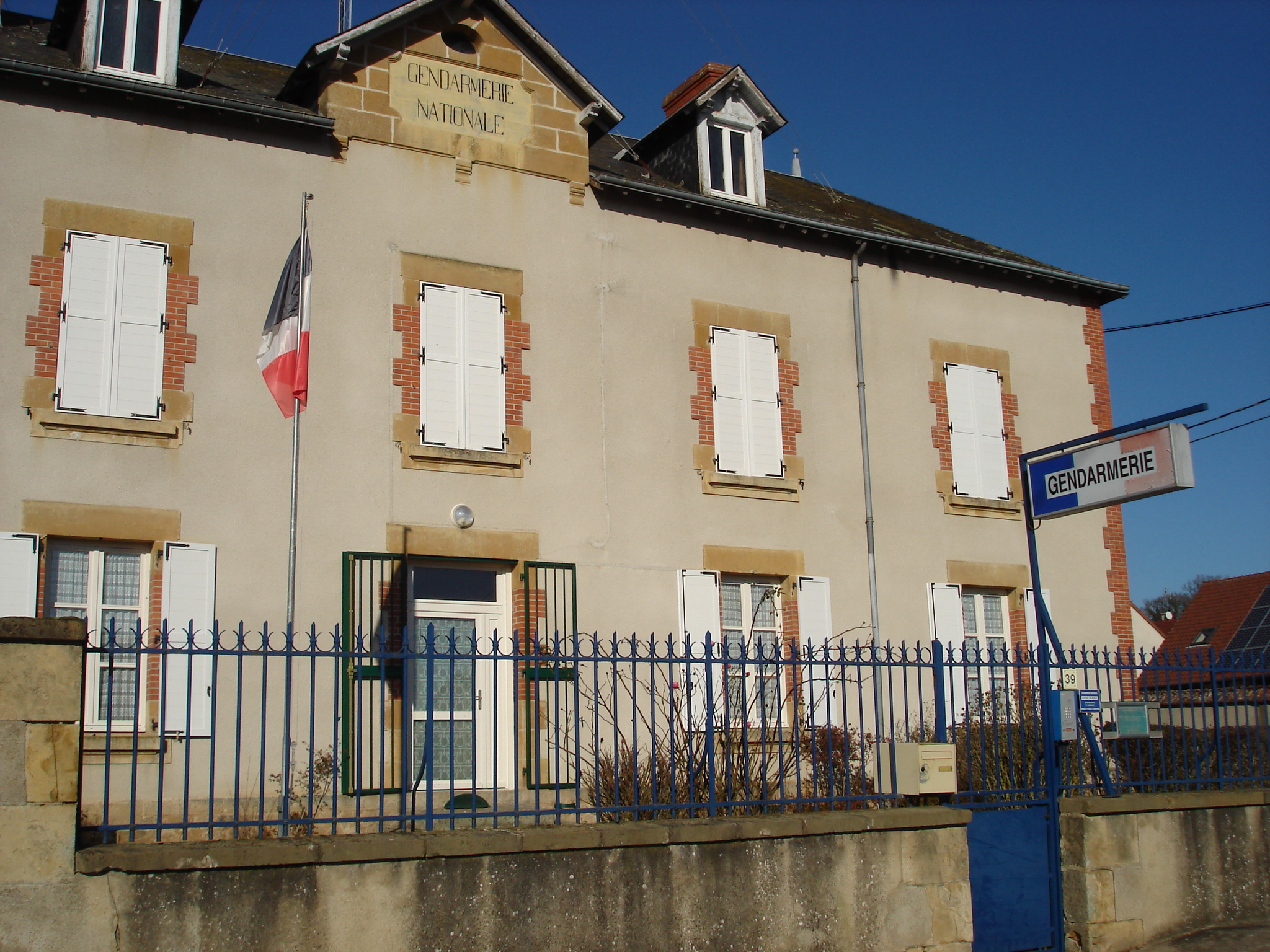
La gendarmerie en 2012.
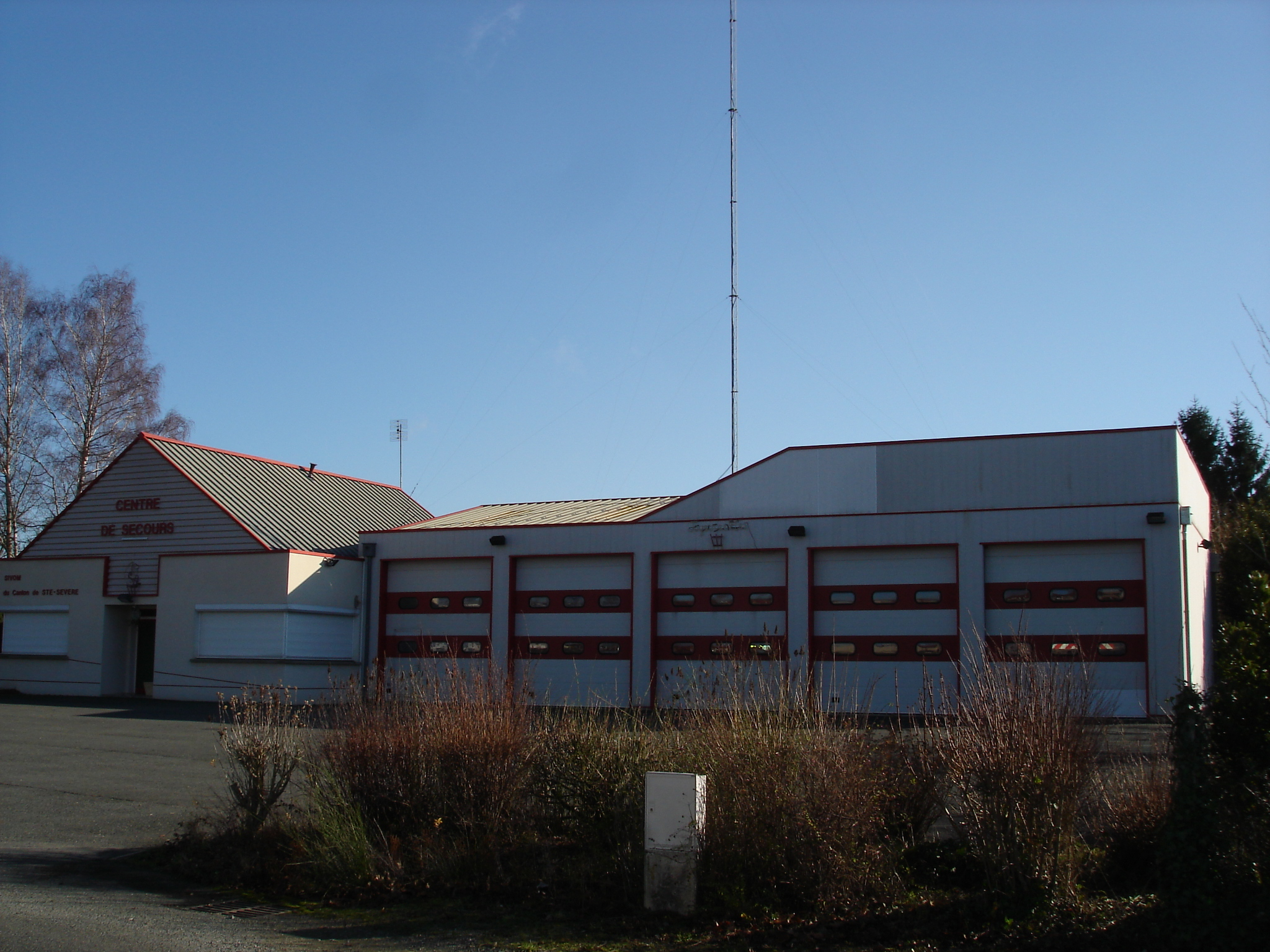
Le centre de secours en 2012.
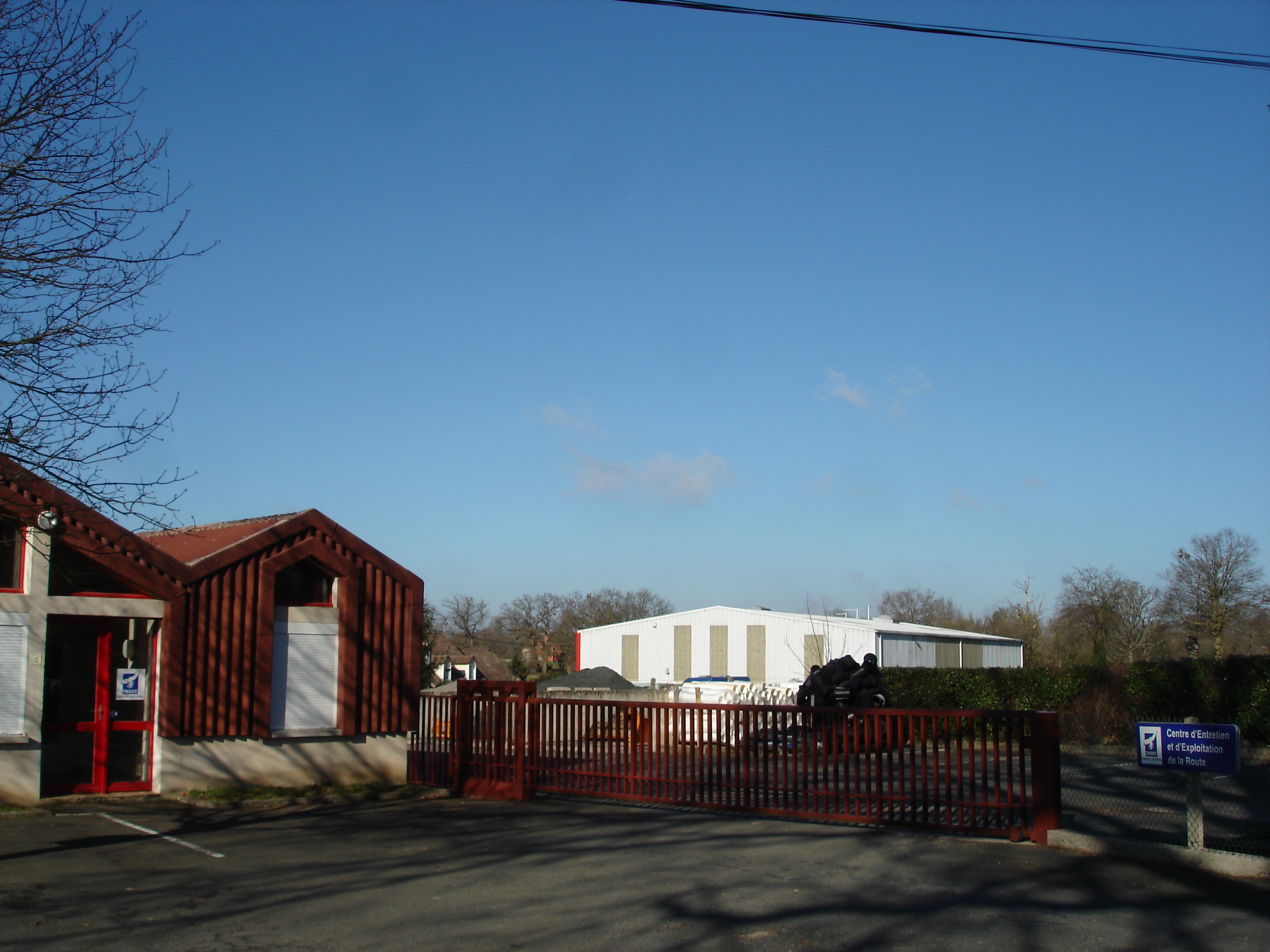
Le centre d'entretien et d'exploitation des routes du conseil départemental de l'Indre en 2012.

## Population et société

### Démographie
L'évolution du nombre d'habitants est connue à travers les recensements de la population effectués dans la commune depuis 1793. Pour les communes de moins de 10 000 habitants, une enquête de recensement portant sur toute la population est réalisée tous les cinq ans, les populations de référence des années intermédiaires étant quant à elles estimées par interpolation ou extrapolation. Pour la commune, le premier recensement exhaustif entrant dans le cadre du nouveau dispositif a été réalisé en 2006.

En 2022, la commune comptait 775 habitants, en évolution de −0,64 % par rapport à 2016 (Indre : −3 %, France hors Mayotte : +2,11 %).
| 1793 | 1800 | 1806 | 1821 | 1831 | 1836 | 1841 | 1846 | 1851  |
| ---- | ---- | ---- | ---- | ---- | ---- | ---- | ---- | ----- |
| 589  | 341  | 549  | 563  | 891  | 961  | 904  | 953  | 1 030 |

| 1856  | 1861  | 1866  | 1872  | 1876  | 1881  | 1886  | 1891  | 1896  |
| ----- | ----- | ----- | ----- | ----- | ----- | ----- | ----- | ----- |
| 1 038 | 1 006 | 1 065 | 1 082 | 1 137 | 1 283 | 1 325 | 1 391 | 1 352 |

| 1901  | 1906  | 1911  | 1921  | 1926  | 1931  | 1936  | 1946  | 1954  |
| ----- | ----- | ----- | ----- | ----- | ----- | ----- | ----- | ----- |
| 1 302 | 1 336 | 1 297 | 1 187 | 1 106 | 1 074 | 1 099 | 1 135 | 1 022 |

| 1962  | 1968  | 1975  | 1982  | 1990 | 1999 | 2006 | 2011 | 2016 |
| ----- | ----- | ----- | ----- | ---- | ---- | ---- | ---- | ---- |
| 1 061 | 1 032 | 1 034 | 1 039 | 939  | 899  | 874  | 829  | 780  |

| 2021 | 2022 | - | - | - | - | - | - | - |
| ---- | ---- | - | - | - | - | - | - | - |
| 775  | 775  | - | - | - | - | - | - | - |

### Enseignement
La commune dépend de la circonscription académique de La Châtre.

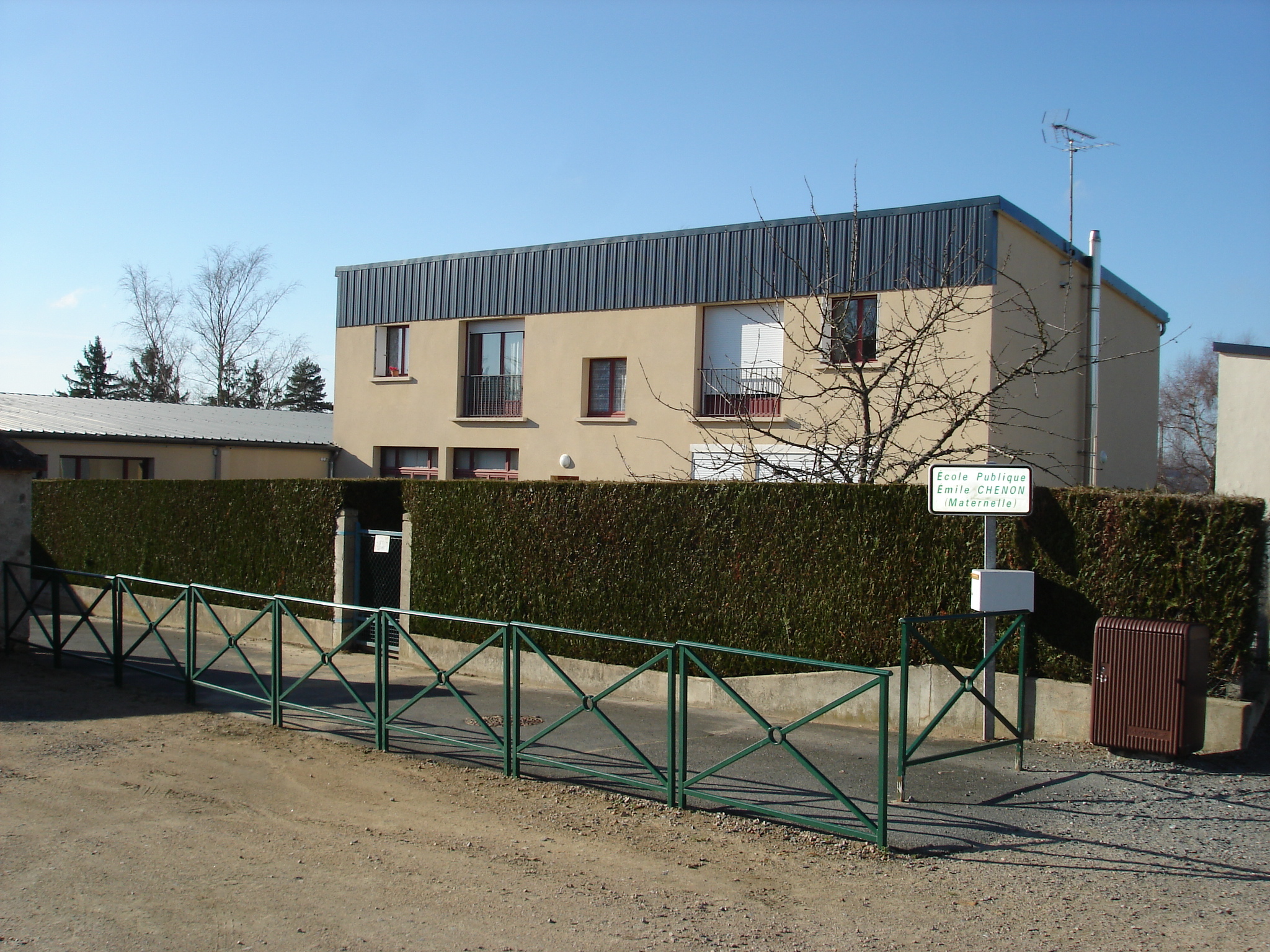
L'école primaire Émile-Chénon en 2012.
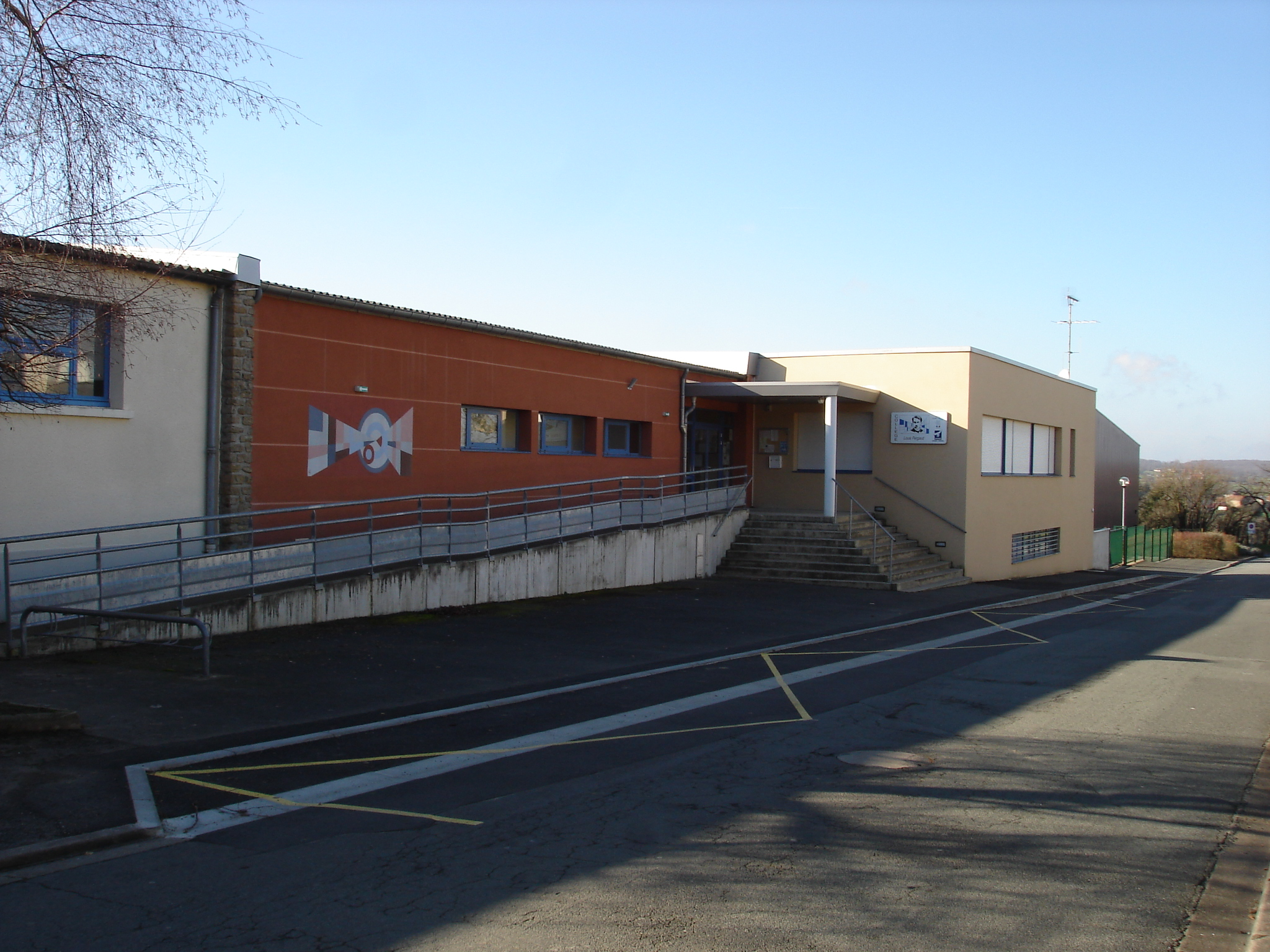
Le collège Louis-Pergaud en 2012.

### Équipements culturels
La commune dispose de la salle des fêtes Sophie Tatischeff et de la maison de Jour de fête.

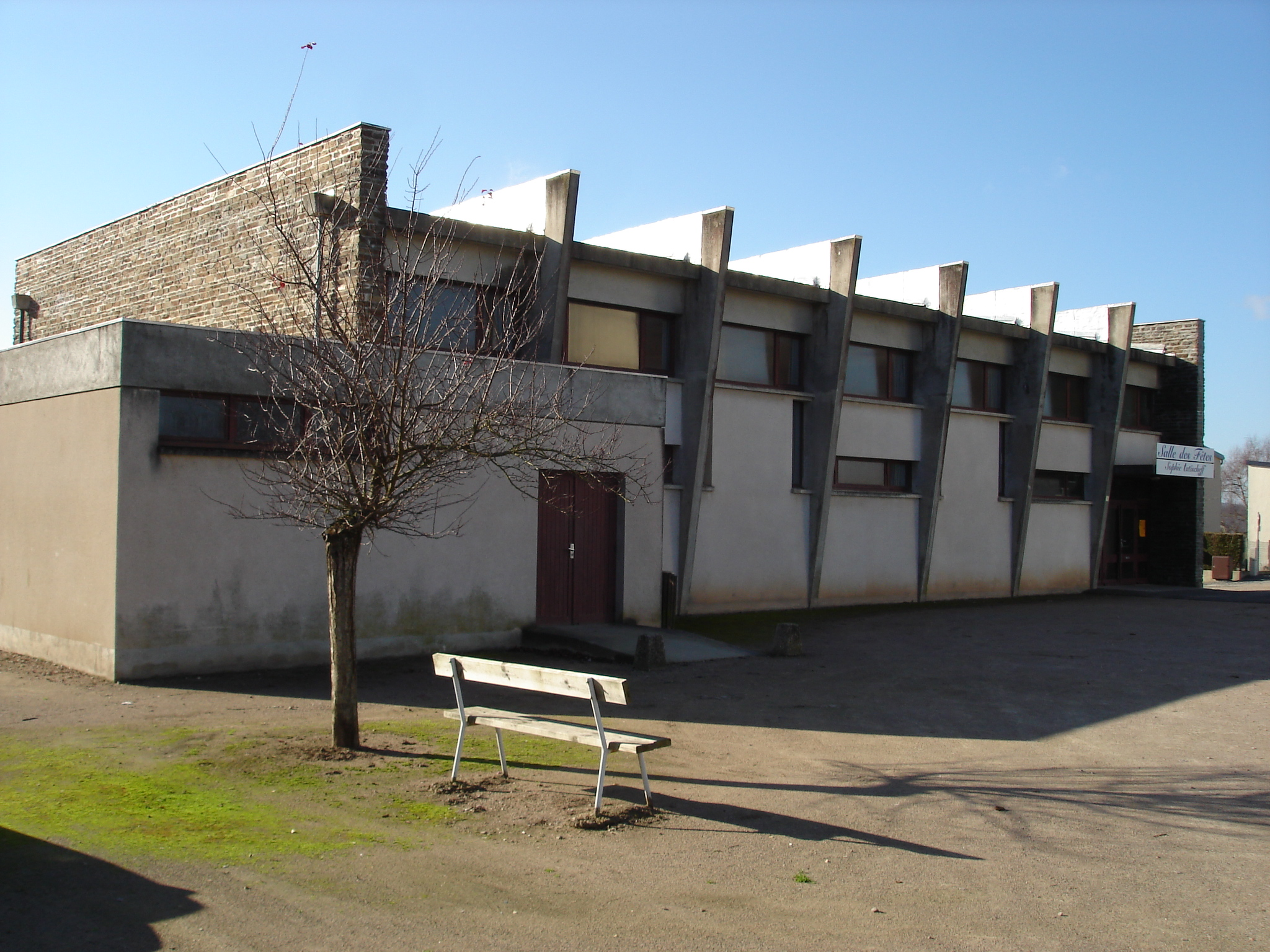
La salle des fêtes Sophie Tatischeff en 2012.
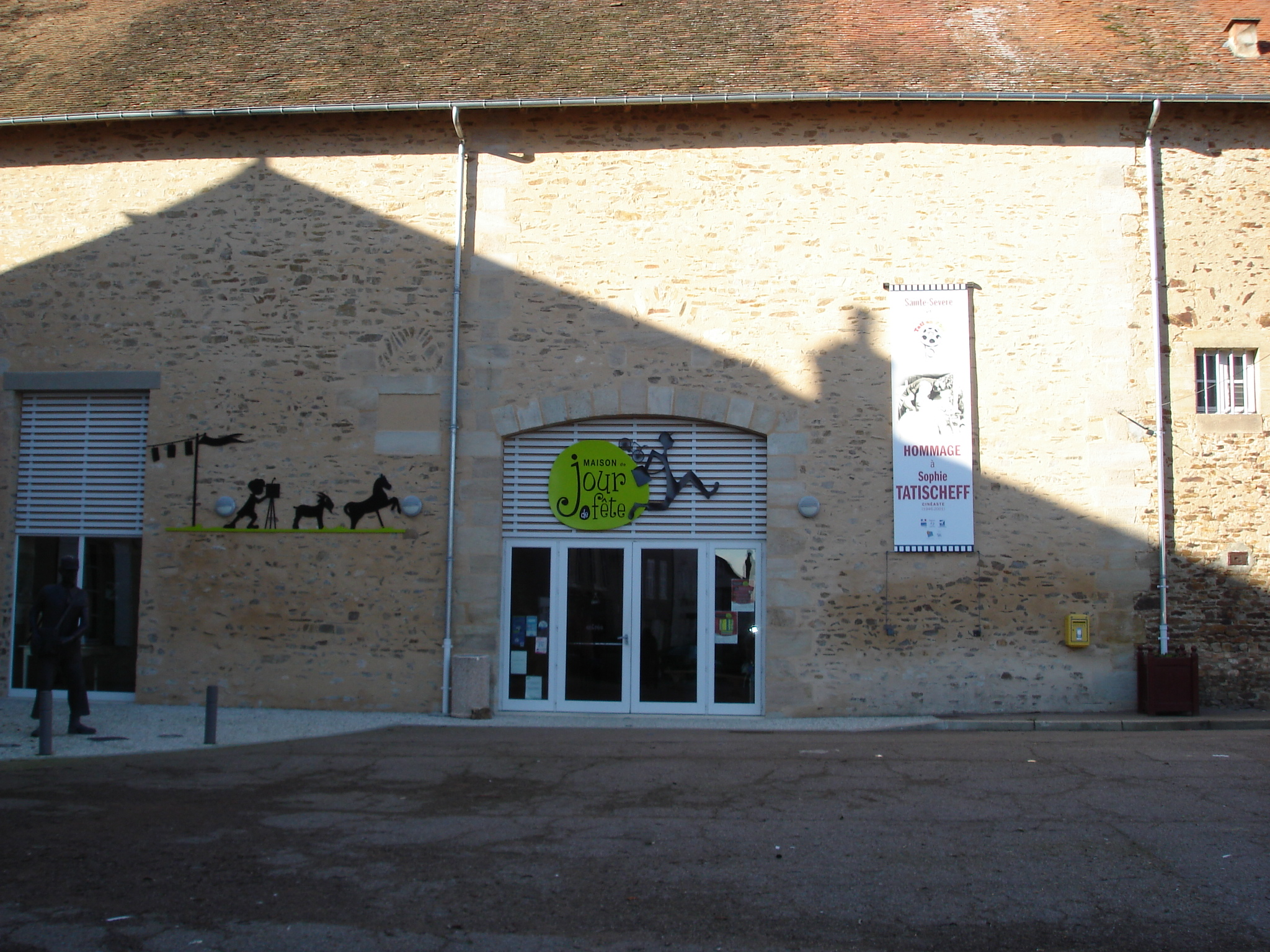
La Maison de Jour de fête en 2012.

### Médias
La commune est couverte par les médias suivants : La Nouvelle République du Centre-Ouest, Le Berry républicain, L'Écho - La Marseillaise, La Bouinotte, Le Petit Berrichon, L'Écho du Berry, France 3 Centre-Val de Loire, Berry Issoudun Première, Vibration, Forum, France Bleu Berry et RCF en Berry.

### Cultes
Pour l'église catholique, Sainte-Sévère-sur-Indre dépend de l'archidiocèse de Bourges, du doyenné du Boischaut Sud et de la paroisse de Sainte-Sévère-sur-Indre. Le lieu de culte catholique est l'église Sainte-Sévère.

## Économie
La commune se situe dans la zone d’emploi de Châteauroux et dans le bassin de vie de Châteaumeillant.
Un camping est présent dans la commune. Il s'agit du camping municipal qui dispose de 8 emplacements.

## Culture locale et patrimoine

### Monuments et lieux touristiques
- Monument aux morts
- Château 
Édifié au pied du donjon, par Pierre-Michel de Brosse, baron de Sainte-Sévère, pour lui servir de résidence dans les années 1770, il est ensuite modifié par l'adjonction de deux ailes par la famille de Villaines au XIXe siècle, qui fait également figurer ses armes sur la façade nord. C'est cette famille qui fit aussi aménager un vaste parc (partiellement conservé) sur la pente descendant vers l'Indre, et qu'appréciait George Sand. Le château est actuellement occupé par la maison de retraite Le Castel.
- Donjon 
Il s'agit du seul vestige du château de pierre édifié au XIIIe siècle. Située sur sa motte, la « tour des fiefs » ou « grosse tour », dont il ne subsiste plus qu'une moitié, est encore partiellement couronnée de mâchicoulis. Après avoir porté une horloge au XVIIIe siècle, sa moitié la plus menaçante fut abattue vers 1840. Un second éboulement réduisit encore la portion subsistante, vers 1900. Si des travaux de consolidation ne sont pas entrepris, cet élément important de l'histoire et de la physionomie de Sainte-Sévère est appelé à disparaître.
- Église Sainte-Sévère 
Elle a succédé aux deux églises médiévales de Sainte-Sévère, l'église Sainte-Sévère, important bâtiment détruit en 1794, et l'église Saint-Martin, ancienne chapelle castrale, qui lui succéda comme lieu de culte jusqu'à sa destruction en 1876. Édifiée par l'architecte bourbonnais Jean-Bélisaire Moreau, elle reprend le sobre style roman bourguignon. De vastes dimensions, elle comporte une nef voûtée flanquée de collatéraux. Le cœur ouvre sur une vaste abside semi-circulaire flanquée de chapelles. On peut voir à l'intérieur l'ancienne cloche de l'église de Rongères, datée de 1572.
Les deux couronnes de lumières historicistes suspendues sous les voûtes, dont l'une à deux cercles polylobés, en métal doré[48], l'autre à deux rangs circulaires, en métal doré et émail avec une inscription biblique[49], datent toutes deux de la seconde moitié du XIXe siècle et sont inscrites au répertoire du patrimoine au titre d'objet des monuments historiques.

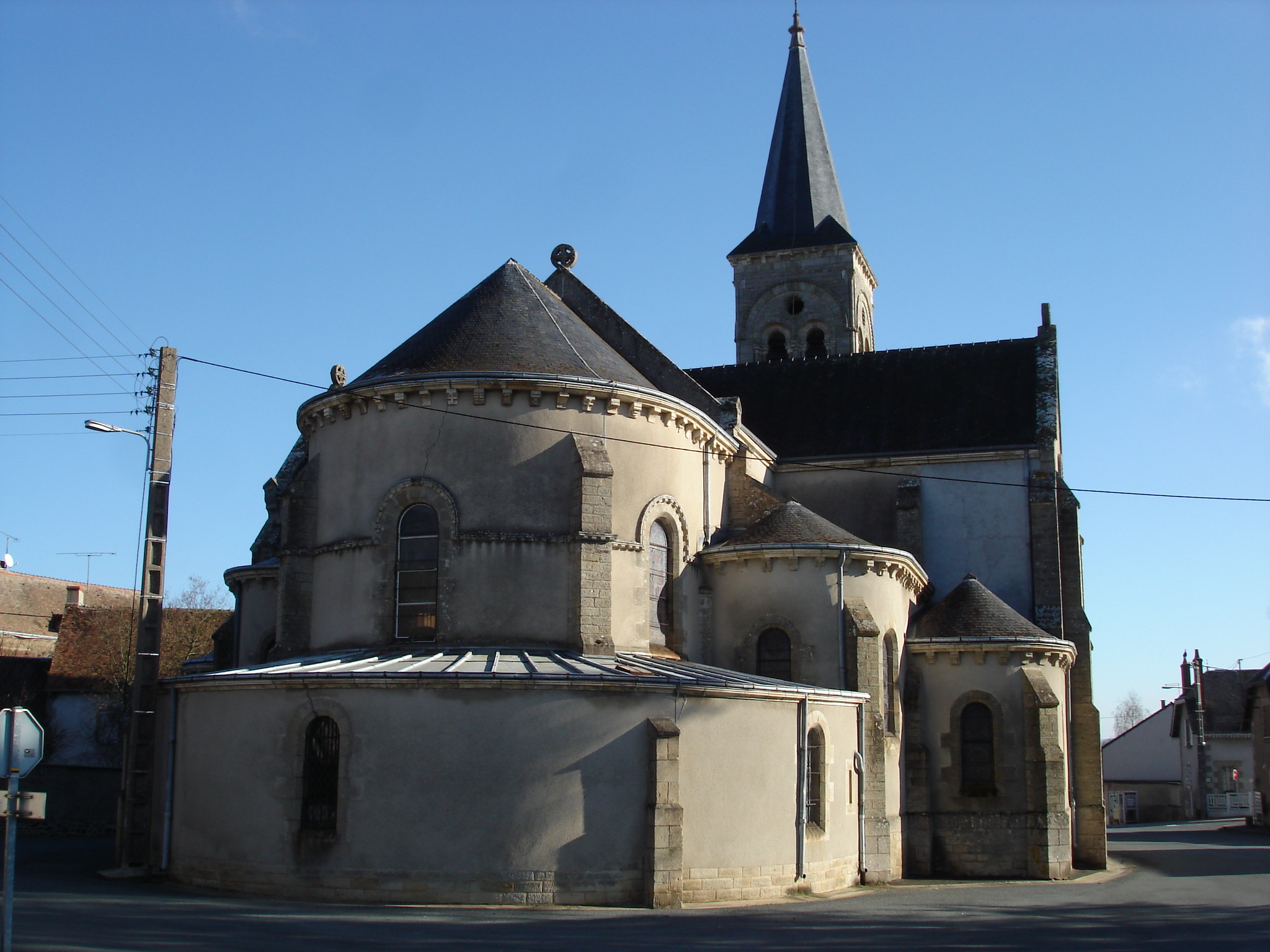
L'église en 2012.
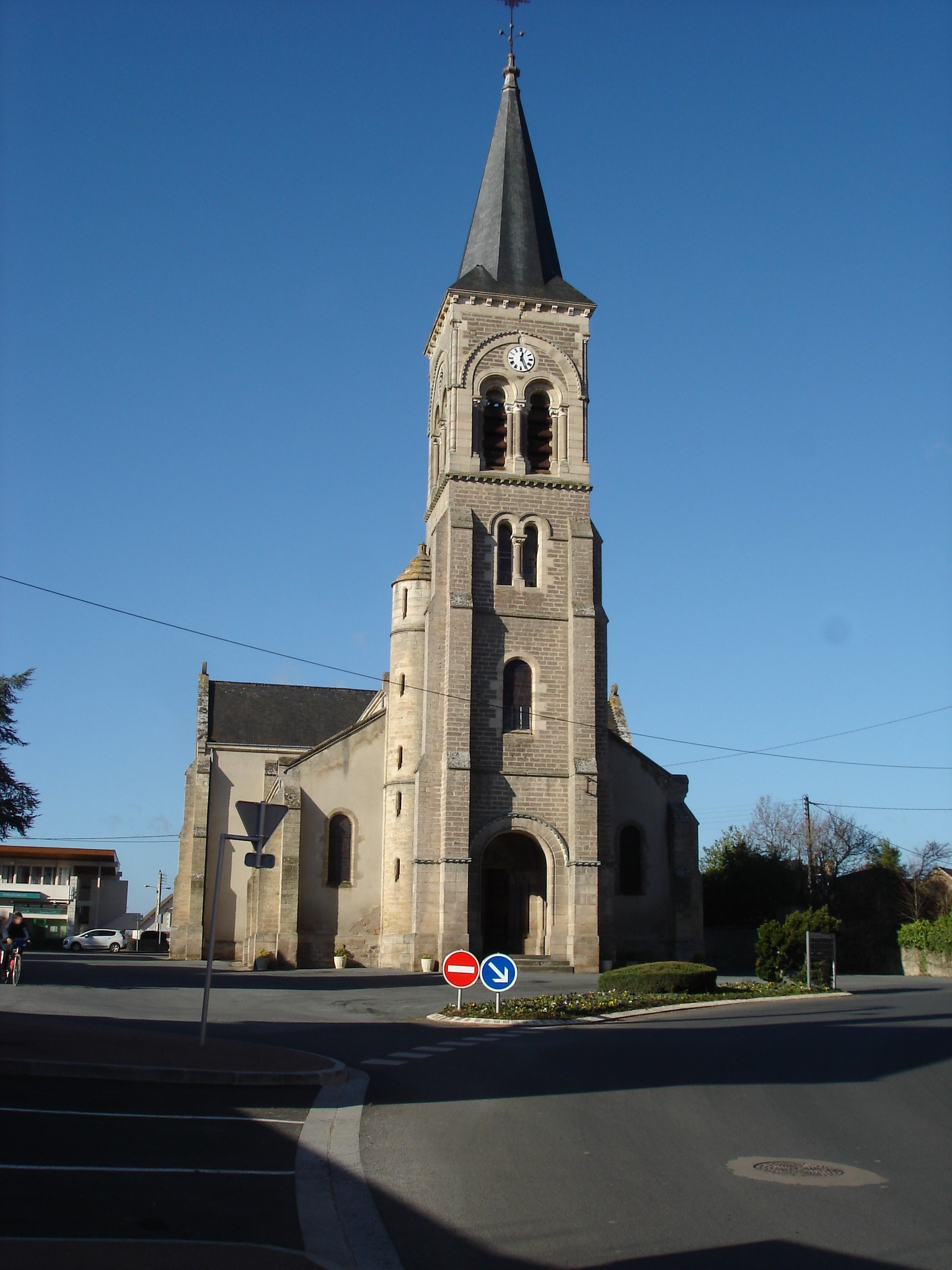
L'église en 2012.

- Porte du Marché 
Durant la période médiévale, cette porte constituait l'entrée du château proprement dit, qui possédait son enceinte distincte de celle de la ville. Au XVIe siècle, autorisation fut donnée aux habitants de s'installer à l'intérieur de cette enceinte : ce quartier fut alors appelé « ville neuve ». La porte a conservé les logements des bras de ses deux pont-levis. Elle comportait à l'origine un étage supérieur, probablement constitué par un chemin de ronde sur mâchicoulis.

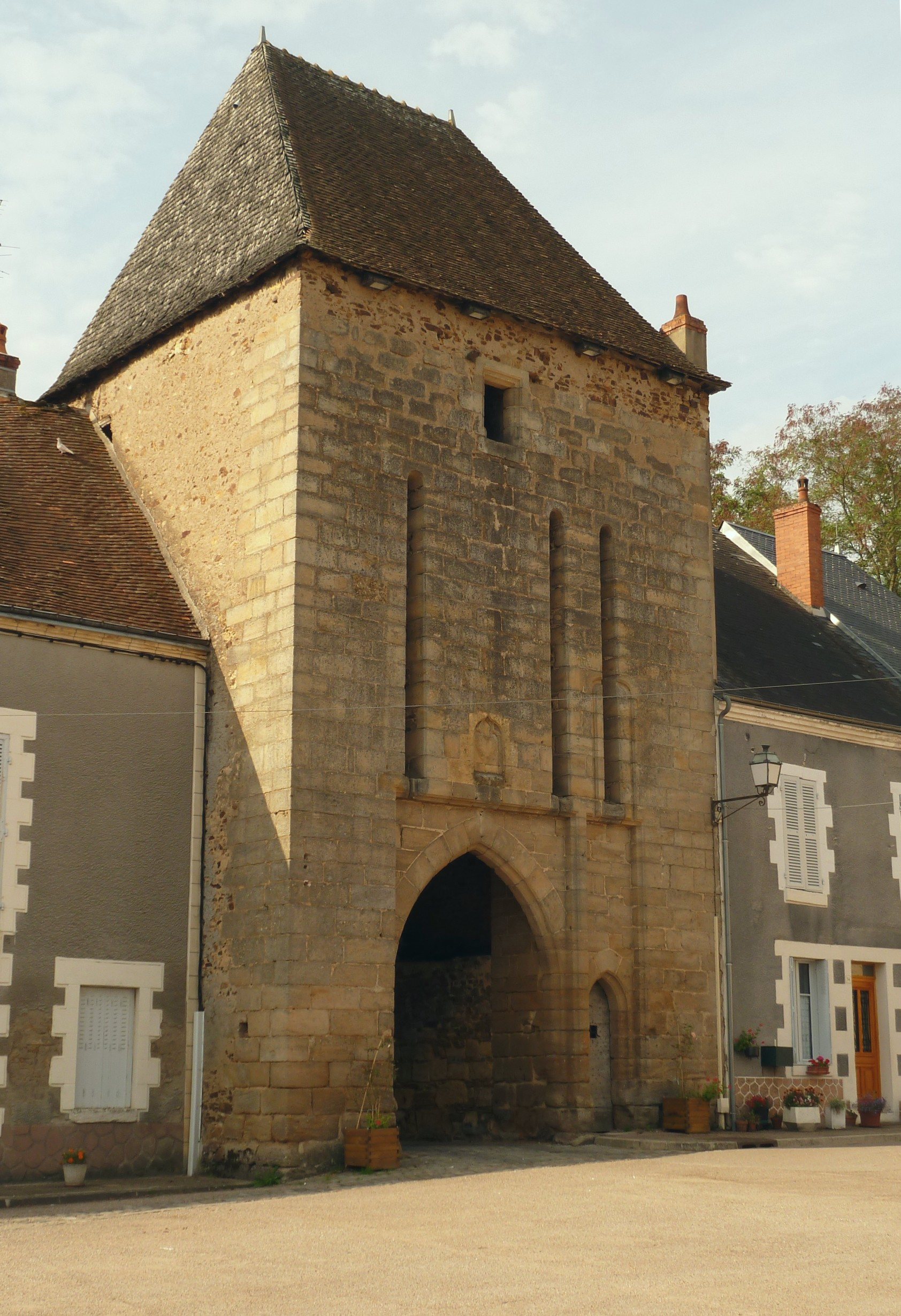
La porte en 2011.
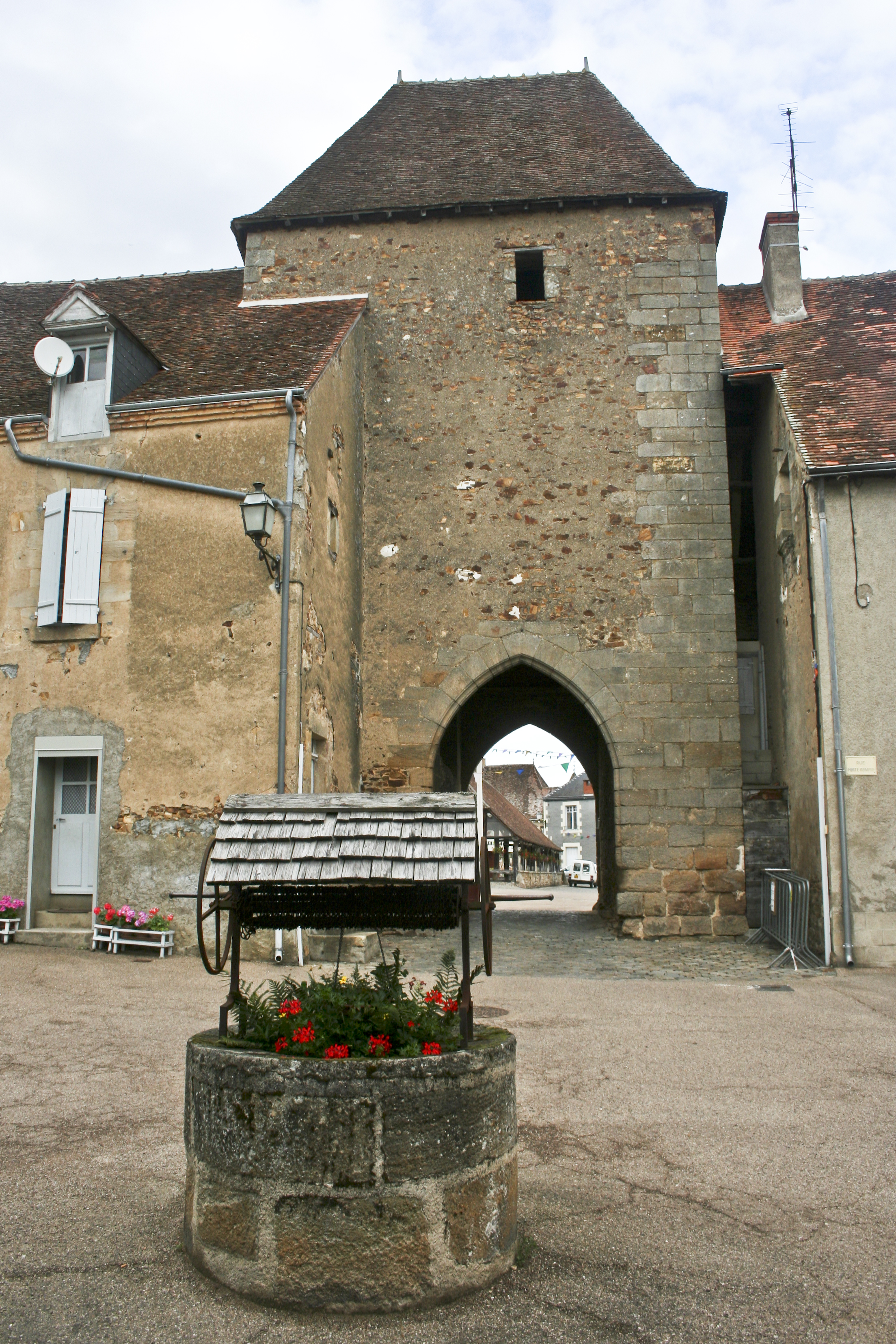
La porte en 2009.

- Halle 
Située sur la place du marché, elle a été édifiée en 1696. Cent ans plus tard, elle se trouvait en état de délabrement avancé, et fit l'objet d'une restauration vers 1795.

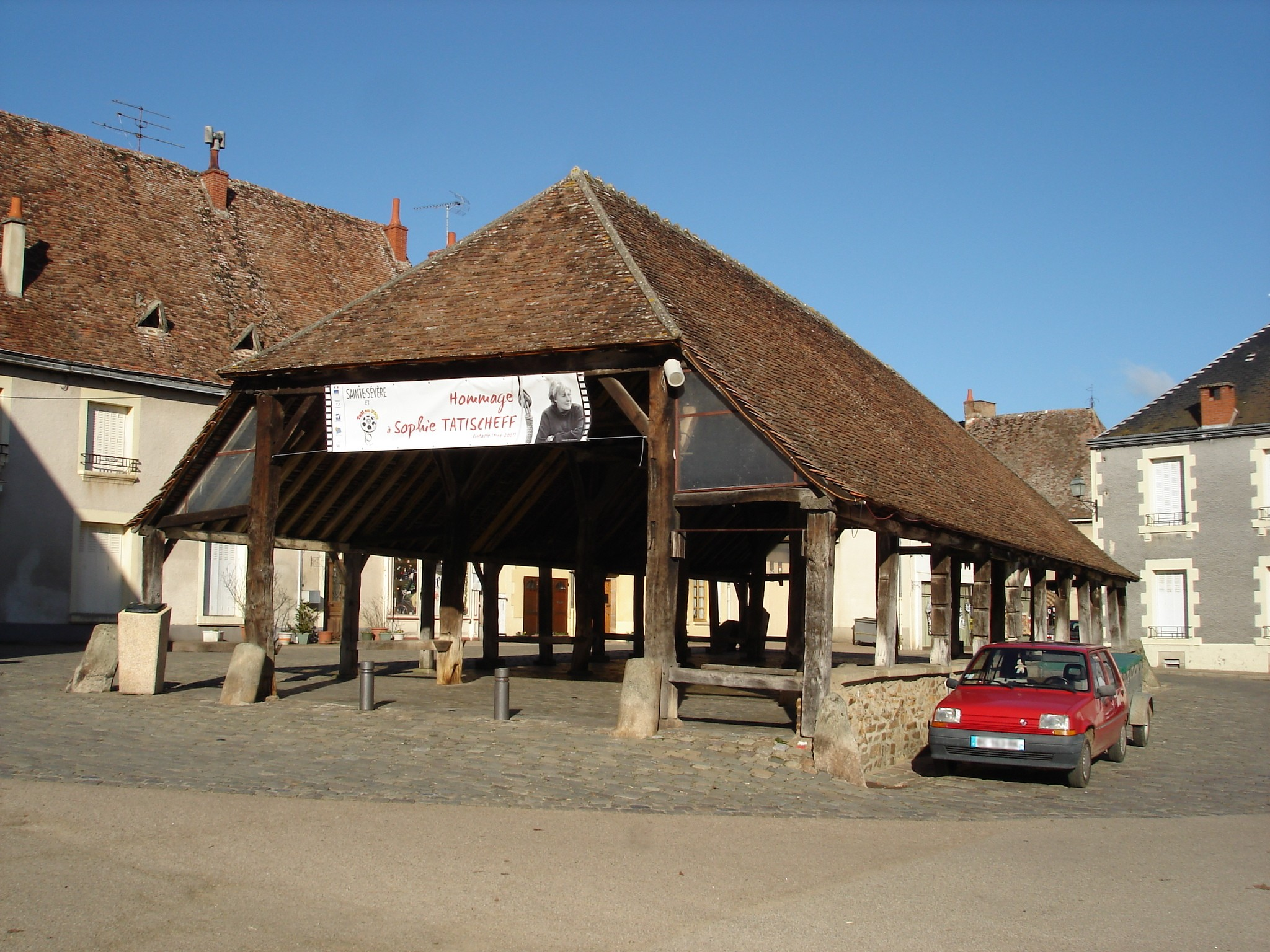
La halle en 2012.
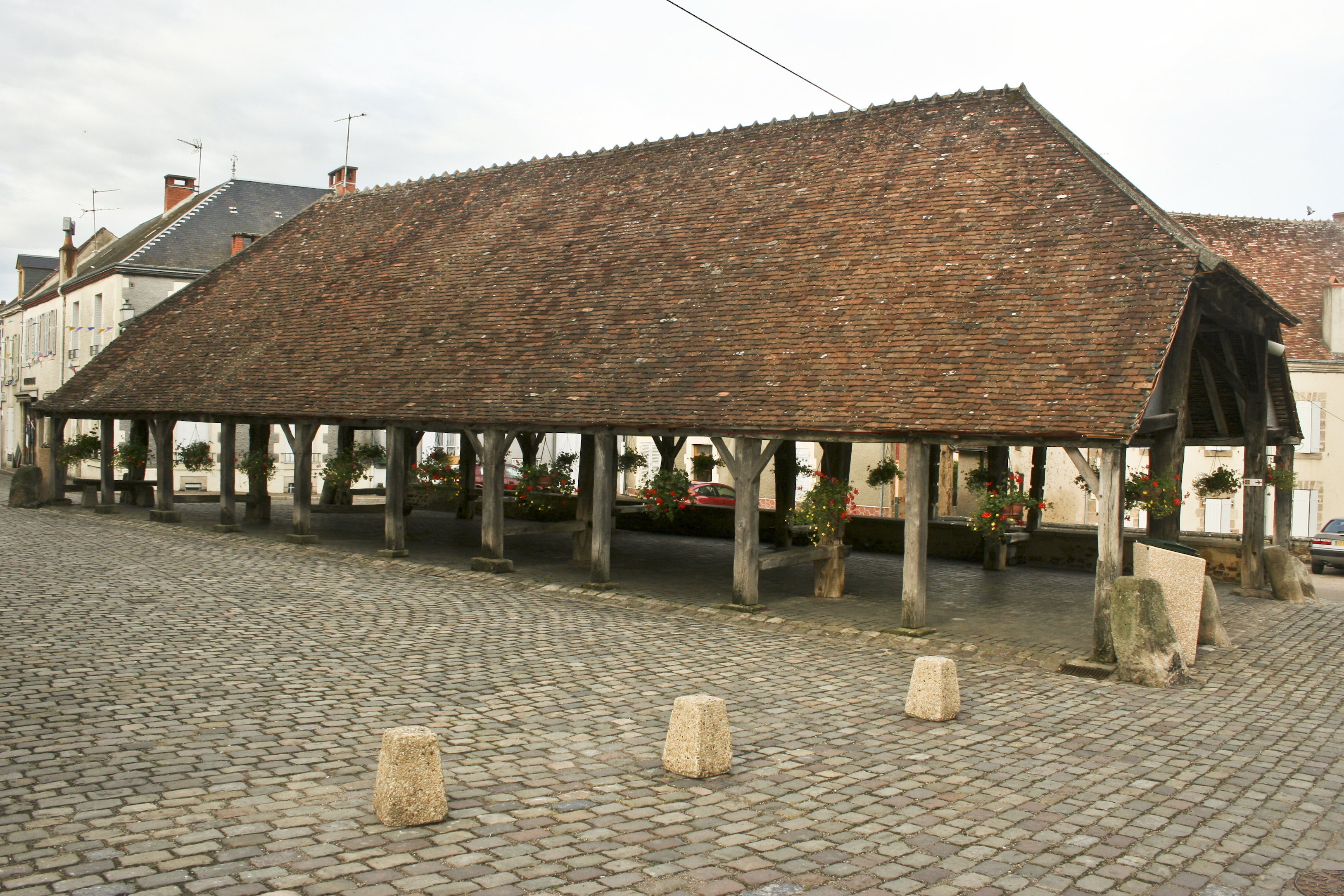
La halle en 2009.

- Maisons de maître 
Quelques maisons de maître subsistent dans l'ancienne ville, ainsi qu'une vaste maison à la sortie de Sainte-Sévère sur la route de La Châtre, édifiée après 1794 sur l'emplacement et avec les pierres de l'église Sainte-Sévère.
- Maisons à tourelle 
Près du château se voient deux maisons avec tourelles d'escalier. Celle qui donne sur la place du marché était la résidence aménagée pour Jean II de Brosse, ou plus probablement celle destinée à son officier.
- Maisons de ville 
Plusieurs bâtiments remontent partiellement ou totalement au XVIe siècle, en sortant du village sur la route de La Châtre, ainsi que dans la vieille ville.
- Calvaire  
Il a été édifié par Gilbert de Blanchefort, baron de Sainte-Sévère, en 1543, peut-être en hommage à son père décédé l'année précédente. Présentant le Christ sur une face, et la Vierge sur l'autre, elle fut restaurée au XIXe siècle.

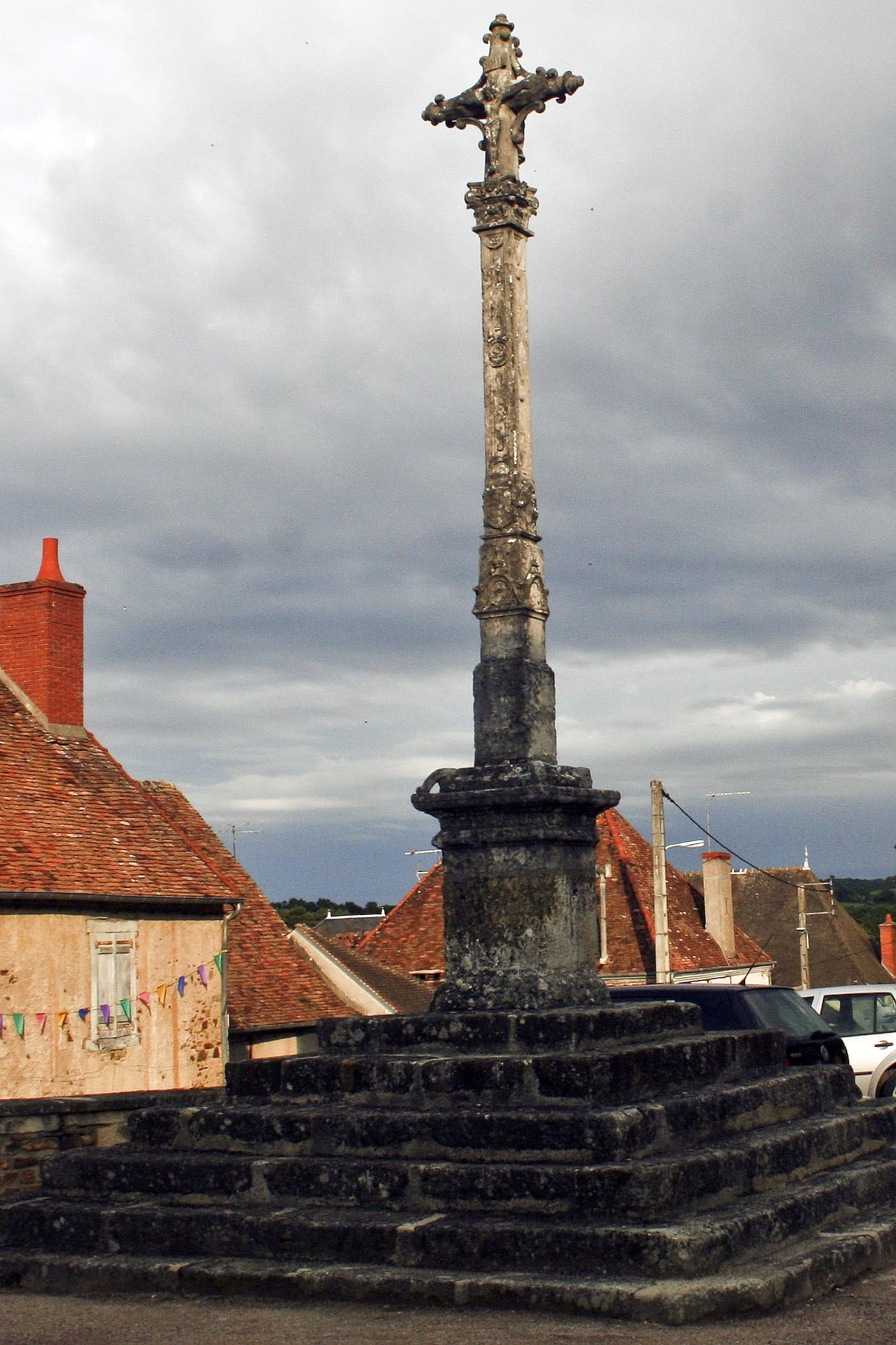
Le calvaire en 2009.

### Personnalités liées à la commune
- Humbaud de Sainte-Sévère (-), seigneur de Sainte-Sévère après son père Hélie, se fit élire évêque de Limoges en 1087 en s'appuyant sur une faction armée de la ville. Déposé par le pape, il falsifia cette décision en confirmation : ce n'est qu'en 1095 qu'il fut déposé par le pape Urbain II en personne. Il continua pourtant à occuper le siège épiscopal deux années encore, avant de rentrer à Sainte-Sévère, où il se livra à des brigandages nombreux qui indisposèrent contre lui les seigneurs du Berry. Le roi Louis VI le Gros vint alors attaquer Sainte-Sévère, en 1108. Après un court combat non loin de la ville, Sainte-Sévère se rendit, et Humbaud fut emmené prisonnier à Étampes. Il en revint, et vécut encore longtemps. Il est dès lors surtout connu pour ses actes de charité envers l'Église.
- Bertrand Du Guesclin (1320-1380), connétable de France sous le roi Charles V, vint assiéger la ville à la tête des troupes françaises, en juin et juillet 1372. Ce siège mémorable, et l'assaut qui le conclut, sont relatés en détail par la Chronique de Bertrand du Guesclin du trouvère Cuvelier, mais également par Jean Froissart et Jean Cabaret d'Orville.
- Jean de Brosse (1375-1433), seigneur de Sainte-Sévère, de Boussac, d'Huriel et de la Pérouse, maréchal de France, compagnon méconnu de Jeanne d'Arc sous le roi Charles VII.
- George Sand (1804-1876), célèbre écrivaine du Berry, a décrit Sainte-Sévère (à 15 km de Nohant) dans ses Promenades autour d'un village, et mentionne le village dans sa correspondance. Elle y a situé la majeure partie de son roman Mauprat (l'action se déroulant notamment au château de Sainte-Sévère et à la Tour Gazeau).
- Jacques Tati (1907-1982), cinéaste français, a tourné son premier film Jour de Fête (1949) à Sainte-Sévère, rebaptisée pour l'occasion Follainville. Les habitants formèrent le gros des figurants.
- Sa fille Sophie Tatischeff (1946-2001) y a réalisé en 1978 le court métrage primé aux Césars Dégustation maison, avec la participation d'une dizaine d'habitants du village.

### Sainte-Sévère dans les arts
Durant l'été 1947, Jacques Tati débarqua avec une petite équipe technique et tourna 6 mois durant son premier long métrage, Jour de fête, un film de 75 minutes tourné en Thomsoncolor. Chaque habitant participa avec enthousiasme, à ce qui allait devenir un des plus grands moments de l'histoire de leur village. Un scenovision ouvert depuis le 4 avril 2009, consacré à l'œuvre de Jacques Tati, est proposé aux visiteurs de Sainte-Sévère-sur-Indre.

### Héraldique, logotype et devise
| Blason de Sainte-Sévère-sur-Indre | Blason  | Écartelé: aux 1er et 4e d'azur à trois fleurs de lis d'or et au bâton de gueules péri en barre (d'azur semé de fleurs de lis d'or), aux 2e et 3e d'azur à trois gerbes d'or liées de gueules. |
| Blason de Sainte-Sévère-sur-Indre | Détails | Les premier et quatrième quartiers correspondent aux Armes (anciennes) du royaume de France, dont dépendaient le Berry ainsi que la Marche (définitivement à partir de 1531). Les deuxième et troisième quartiers correspondent quant à eux aux armes de Jean de Brosse (1375-1433), seigneur de Boussac (Creuse), Sainte-Sévère-sur-Indre et Huriel (Allier), maréchal de France sous Charles VII et compagnon de Jeanne d'Arc. |